# ポワトゥー語
ポワトゥー語（英:Poitevin 、現地語:Poetevin）は、フランス西部のポワトゥーで話されている言語である。フランスの地域言語の1つであり、かつては一般的に話されていたが、今は標準フランス語が優勢である。

## 概要
現在、ポワトゥー語はオイル語の1つに分類されるが、オック語に固有の特徴もあるため区別されている。この言語は、オイル語とオック語2つの言語圏の境界にて話される（地域内の場所名が、オック話者の歴史的定住を明確に示している）。後にオイル語は南に広がって、オック語の特徴を吸収した。
ポワトゥー語はまた広範囲にparlanjhe（言語）として言及される。フランソワ・ラブレーは、彼がフォントネー＝ル＝コントで教育を受けて以来、この方言を他の多くの言語や方言と共に学んだと書いている。 フランソワ・ヴィヨンもポワトゥー語を使っていた。
この言語を用いて書かれた最初期と認められるものは、13世紀の認可証および法的文書である。それを話した人々がポワトゥー人として知られていた。印刷されている最古のテキストの日付は1554年 （La Gente Poitevinrie）である。19世紀から20世紀にかけて定期的な報道制作（特に1901年からの週刊紙『Le Subiet』の出版）も創設されたが、伝統演劇の脚本と演出のための劇的なモノローグが、ポワトゥー語での文学的作品の典型である。Geste Editions社はポワトゥー＝シャラント語で/に関する多くの本を出版している。一部の言語学者は、ストラスブールの誓い（最初のフランス語の文章だと公式に見なされている）が実際にはポワトゥー語で書かれたと主張している。
1973年に、標準的な正書法が提案された。
フランス国外ではこの言語は北カリフォルニア、特にサクラメント郡、プラマス郡、テハマ郡およびシスキュー郡で話されていて、後者は両方ともフランス語の大系統でかつフランス語話者の人口が多い。アカディア・フランス語は、ポワトゥー＝シャラント語とフランス語が混じった結果生まれたもので、地元の新語または古語が含まれている。